# Danny Fortson
Daniel Anthony Fortson, detto Danny (Filadelfia, 27 marzo 1976), è un ex cestista statunitense, professionista NBA nel ruolo di ala grande.

## Carriera
Dopo aver frequentato la Shaler High School nella natia Filadelfia, Pennsylvania, ed in seguito il college alla University of Cincinnati, è stato scelto nel draft NBA 1997 al primo giro con il numero 10 dai Milwaukee Bucks, con i quali peraltro non ha mai giocato.
Presentato come un novello Charles Barkley ha ampiamente deluso le attese, dimostrandosi troppo piccolo e troppo poco atletico per il ruolo di numero 4 nella NBA, inoltre la sua tecnica non eccelsa non gli ha consentito di giocare da numero 3, relegandolo così a giocatore di ruolo, specie specialista difensivo e rimbalzista. Nella stagione 2006-07 ha giocato appena 14 partite per 158 minuti totali in campo.
Nel febbraio 2008 la sua squadra, i Seattle SuperSonics, gli ha rescisso il contratto.

## Statistiche

### College
| Anno      | Squadra             | PG  | PT | MP   | TC%  | 3P% | TL%  | RP  | AP  | PRP | SP  | PP   |
| --------- | ------------------- | --- | -- | ---- | ---- | --- | ---- | --- | --- | --- | --- | ---- |
| 1994-1995 | Cincinnati Bearcats | 34  | 25 | 23,4 | 53,5 | 0,0 | 68,4 | 7,6 | 1,1 | 0,9 | 0,4 | 15,1 |
| 1995-1996 | Cincinnati Bearcats | 33  | 33 | 27,5 | 53,8 | 0,0 | 75,3 | 9,6 | 1,4 | 1,2 | 0,4 | 20,1 |
| 1996-1997 | Cincinnati Bearcats | 33  | 33 | 29,9 | 62,0 | 0,0 | 77,2 | 9,1 | 1,1 | 0,6 | 0,5 | 21,3 |
| Carriera  | Carriera            | 100 | 91 | 26,9 | 56,5 | 0,0 | 74,3 | 8,7 | 1,2 | 0,9 | 0,4 | 18,8 |

### NBA

#### Regular Season
| Anno      | Squadra          | PG  | PT  | MP   | TC%  | 3P%  | TL%  | RP   | AP  | PRP | SP  | PP   |
| --------- | ---------------- | --- | --- | ---- | ---- | ---- | ---- | ---- | --- | --- | --- | ---- |
| 1997-1998 | Denver Nuggets   | 80  | 23  | 22,6 | 45,2 | 33,3 | 77,6 | 5,6  | 1,0 | 0,6 | 0,4 | 10,2 |
| 1998-1999 | Denver Nuggets   | 50  | 38  | 28,3 | 49,5 | 0,0  | 72,7 | 11,6 | 0,6 | 0,6 | 0,4 | 11,0 |
| 1999-2000 | Boston Celtics   | 55  | 5   | 15,6 | 52,8 | -    | 73,5 | 6,7  | 0,5 | 0,4 | 0,1 | 7,6  |
| 2000-2001 | G.S. Warriors    | 6   | 6   | 33,8 | 58,0 | -    | 77,8 | 16,3 | 0,8 | 0,3 | 0,0 | 16,7 |
| 2001-2002 | G.S. Warriors    | 77  | 76  | 28,8 | 42,8 | 25,0 | 79,5 | 11,7 | 1,6 | 0,6 | 0,2 | 11,2 |
| 2002-2003 | G.S. Warriors    | 17  | 0   | 13,1 | 37,0 | 0,0  | 65,5 | 4,3  | 0,7 | 0,5 | 0,0 | 3,5  |
| 2003-2004 | Dallas Mavericks | 56  | 20  | 11,2 | 51,1 | -    | 81,5 | 4,5  | 0,2 | 0,2 | 0,2 | 3,9  |
| 2004-2005 | Seattle S.Sonics | 62  | 0   | 16,9 | 52,2 | -    | 88,0 | 5,6  | 0,1 | 0,2 | 0,1 | 7,5  |
| 2005-2006 | Seattle S.Sonics | 23  | 1   | 12,0 | 52,9 | -    | 76,7 | 3,4  | 0,1 | 0,2 | 0,1 | 3,8  |
| 2006-2007 | Seattle S.Sonics | 14  | 6   | 11,3 | 50,0 | 0,0  | 76,9 | 3,1  | 0,1 | 0,1 | 0,0 | 2,9  |
| Carriera  | Carriera         | 440 | 175 | 20,1 | 47,2 | 16,7 | 78,5 | 7,2  | 0,7 | 0,4 | 0,2 | 8,2  |

#### Playoffs
| Anno     | Squadra          | PG | PT | MP  | TC%  | 3P% | TL%  | RP  | AP  | PRP | SP  | PP  |
| -------- | ---------------- | -- | -- | --- | ---- | --- | ---- | --- | --- | --- | --- | --- |
| 2005     | Seattle S.Sonics | 11 | 0  | 9,5 | 57,1 | -   | 80,0 | 2,4 | 0,0 | 0,3 | 0,1 | 3,3 |
| Carriera | Carriera         | 11 | 0  | 9,5 | 57,1 | -   | 80,0 | 2,4 | 0,0 | 0,3 | 0,1 | 3,3 |

## Palmarès
- McDonald's All-American Game (1994)
- NCAA AP All-America First Team (1997)
- NCAA AP All-America Second Team (1996)
- 1 volta maggior numero di rimbalzi offensivi in stagione NBA